# MH 27. Magyar Bálint Páncéltörő Tüzérezred
A Magyar Honvédség 27. Magyar Bálint Páncéltörő Tüzérezred, a Magyar Honvédség 1997-ben felszámolt ezrede volt.

## A szervezet rövid története
Az alakulat 1950-ben Szántódon alakult meg a 17. Lövészhadosztály páncéltörő tüzérosztályként. 1952-ben Balatonföldvárra helyezték, majd 1953-ban Nagyatádra. 
Fegyverzete ekkor 57 mm-es 1943 mintájú páncéltörő ágyú (ZiSZ–2)-ból állt.
Az 1956-os forradalom utáni konszolidáció során a MN 9. Gépkocsizó Lövészhadosztály állományába tartozott. Ekkor 76 mm-es 1942M páncéltörő ágyúkkal és 85 mm-es páncéltörő ágyúkkal volt felszerelve. 1963-ban az alakulat nagykanizsai Kossuth Lajos Laktanyába diszlokált. Ugyanebben a laktanyában volt elhelyezve a MN 13. Harcászati Rakétaosztály is. 
Az 1970-es évek technikai fejlesztése után az osztály 1. és 2. tüzérütege 100 mm-es páncéltörő ágyúval a 3. tüzérüteg pedig 9P113-P Maljutka harci géppel rendelkezett. 1979-ben ezreddé fejlesztették.
A hadosztály 1987-es felszámolásáig közvetlen alakulata volt.
1987. őszén a RUBIN-feladatnak megfelelően átkerült a Marcaliban lévő ún. belső Hunyadi János Laktanyába. A belső laktanya megszűnésével 1990. március 1-én helyezték át a külső Petőfi Sándor Laktanyába.
A 90-es években a szervezete a következőképpen épült fel:
Törzsüteg az ezred felderítő rajával, 5db tűzalegysége volt; 3 db páncéltörő tüzérüteg, 2 db páncéltörő rakétaüteg. A tüzér- és rakétaütegek egy parancsnoki szakaszból és két tűzszakaszból álltak. Szakaszonként 6-6 db 100 mm-es MT-12 páncéltörő ágyúval, vagy 9P113 Maljutka harci géppel voltak felszerelve. Minden üteg felderítő rajába PSZNR-5 mozgócél felderítő lokátort, valamint az ezred és az ágyús ütegek felderítő rajaiban megtalálható volt egy-egy sztereo távmérő is. Így tehát 18 db páncéltörő ágyúval, 12 db harci géppel, 5db PSZNR-5-ös és 4 db sztereo távmérővel rendelkezett.
1995. november 15-vel az ezredet előkészítő törzzsé szervezték át és a MH 44. Tóth Ágoston Tüzérdandár alárendeltségébe helyezték. Az "M" szervezetes páncéltörő tüzérezred 1997. augusztus 31-én felszámolásra került.